# Chorvati v Bosně a Hercegovině
Chorvati v Bosně a Hercegovině (chorvatsky Hrvati Bosne i Hercegovine), často označovaní jako bosenští Chorvati (chorvatsky bosanski Hrvati) nebo hercegov(in)ští Chorvatí (chorvatsky hercegovački Hrvati), jsou původní a třetí nejpočetnější etnická skupina v Bosně a Hercegovině, po Bosňácích a Srbech a jsou jedním z konstitutivních národů Bosny a Hercegoviny. Chorvati z Bosny a Hercegoviny významně přispěli ke kultuře Bosny a Hercegoviny. Většina Chorvatů se hlásí ke katolíkům a svůj jazyk nazývá chorvatštinou.
Od 15. do 19. století byli katolíci v osmanské Bosně a Hercegovině často pronásledováni Osmanskou říší, což přimělo mnoho z nich z této oblasti uprchnout. Ve 20. století způsobily politické nepokoje a špatné ekonomické podmínky další emigraci. Etnické čistky v Bosně a Hercegovině v 90. letech 20. století způsobily, že Chorvati byli nuceni odejít do různých částí Bosny a Hercegoviny, přestože před válkou žili v Bosně v mnoha regionech. Sčítání lidu v Bosně a Hercegovině v roce 2013 zaznamenalo 544 780 obyvatel hlásících se k chorvatské národnosti.